# Lowlands 2014
Lowlands 2014 (voluit: A Campingflight to Lowlands Paradise) is een Nederlands muziek- en cultuurfestival dat op 15, 16 en 17 augustus 2014 plaatsvond in Biddinghuizen. Het was de 22e editie van het Lowlandsfestival. 
Vergeleken met voorgaande jaren was deze editie van Lowlands laat uitverkocht. De voorverkoop van de 55.000 toegangskaarten ging om 1 februari van start en op 13 mei waren alle kaarten verkocht. Het festival kreeg dit jaar kritiek te verduren door de verhoogde entreeprijs en parkeerkosten. Lowlands-directeur Eric van Eerdenburg gaf aan dat de prijzen van de bands zelf steeds hoger liggen, omdat er steeds meer festivals bij komen.

## Artiesten
| - Acid Arab - Amsterdam Klezmer Band - Antal - Atomic Bomb! The Music of William Onyeabor - Bassekou Kouyaté & Ngoni Ba - Bear Hands - Beastmilk - Birth of Joy - Black Lips - Blaudzun - Blood Red Shoes - Boddika - Bombus - Bongo Botrako - Boy & Bear - Bring Me the Horizon - Brody Dalle - By The Rivers - Cage The Elephant - Camo & Krooked - Carolina Chocolate Drops - Cashmere Cat - CC Smugglers - Chet Faker - Cinnaman & Job Jobse - Clap! Clap! - Congo Natty - DâM-FunK - Dan Croll - Dark Sky - Dave Hause - Dekmantel Sound System - Die Antwoord - Disclosure - Dub FX - Duke Dumont - Ed Rush & Optical - Evian Christ - Fiddler's Green - Fink - First Aid Kit - Flume - Fred V & Grafix - FunkinEven - Gesaffelstein - Glass Animals - Gogol Bordello | - Gregory Porter - Gui Boratto - Hamilton Leithauser - Happa - Hoffmaestro - Hollie Cook - Hunee - I Am Legion - Ibibio Sound Machine - Imagine Dragons - Inc. - Interstellar Funk - James Holden (live) - Janelle Monáe - Jarreau Vandal - Jett Rebel - John Talabot - John Wizards - Jonathan Wilson - Josef Salvat - Judy Blank - Jungle - Jungle By Night - Kaiser Chiefs - Kaytranada - Kees van Hondt - Kensington - Kovacs - Kutmah - Larry and his Flask - Larry Gus - La Yegros - Le1f - Lenzman (ft. Dan Stezo) - Little Big - Lucius - Luke Sital-Singh - Maduk (feat. MC Mota) - Mando Diao - Mapei - Marmozets - Milky Chance - Nick Mulvey - Orgaanklap - Oscar and the Wolf - Panama - patten - Pierce Brothers | - Portishead - Prosumer - Queens of the Stone Age - Radio Filharmonisch Orkest (o.l.v. Anthony Hermus) - Real Estate - ReaZun - Red Fang - Rico & A.R.T. - Rooie Waas - Roy de Roy - Royal Blood - Rustie - Sam Smith - Selah Sue - Shlomo - Skream - Skrillex - Sleaford Mods - Snoop Dogg aka Snoop Lion - SOHN - Sophie - Soviet Suprem - Stromae - St. Vincent - Tangarine - Temples - The Acid - The Amazing Snakeheads - The Asteroids Galaxy Tour - The Barons of Tang - The Boxer Rebellion - The Cat Empire - The Growlers - The Kik - The National - The Neighbourhood - The Silverfaces - The Skints - Thomas Azier - Triggerfinger - Typhoon - Vance Joy - Volbeat - X Ambassadors - XXYYXX - You Me at Six - Young Magic |